# Sven Lundgren
Sven Lundgren (Suecia, 29 de septiembre de 1896-18 de junio de 1960) fue un atleta sueco, especialista en la prueba de 3000 m por equipo en la que llegó a ser medallista de bronce olímpico en 1920.

## Carrera deportiva
En los JJ. OO. de Amberes 1920 ganó la medalla de bronce en los 3000 m por equipo, consiguiendo 24 puntos, tras Estados Unidos (oro) y Reino Unido (plata), siendo sus compañeros de equipo: Erik Backman y Edvin Wide.